# 拉卡攻勢
拉卡攻勢於2016年11月開始，由美國支援的敘利亞民主力量（SDF）對伊斯蘭國發起，目標是孤立伊斯蘭國「首都」拉卡並最終佔領拉卡。

## 背景
在2016年10月中，伊拉克開始解放摩蘇爾行動，美国国防部长阿什顿·卡特希望能同時間開展對拉卡的攻勢。
但在行動之前，土耳其總統雷傑普·塔伊普·艾爾多安表明不希望讓庫德人武裝團體人民保護部隊（YPG）參與戰鬥。但聯合特遣隊－堅決行動的最高指揮官斯蒂芬·汤森（Stephen Townsend）中將強調，以YPG為首的敘利亞民主力量唯一有能力在不久的將來收復拉卡的武裝集團。

## 攻勢

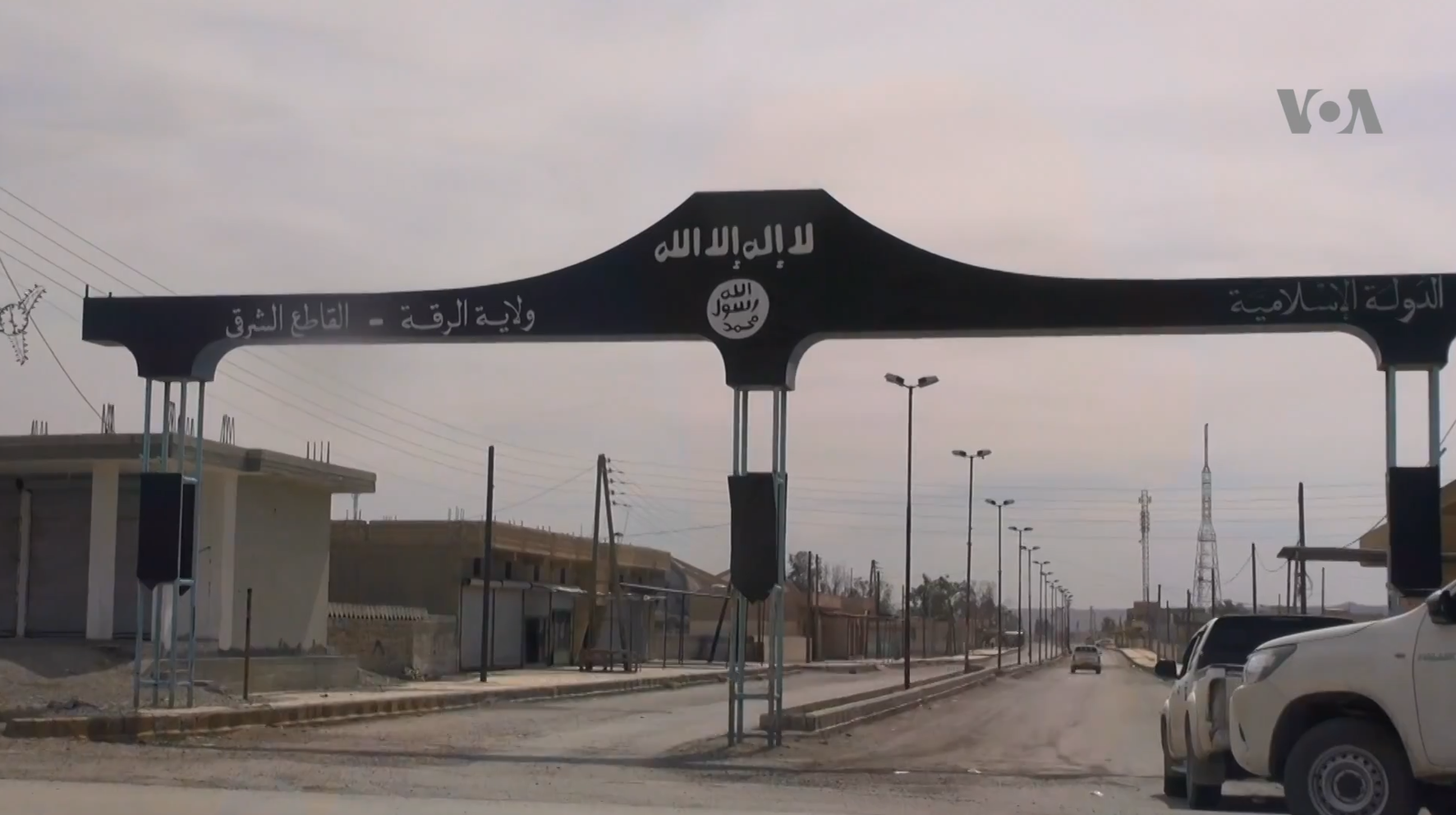
卡拉馬鎮被自衛隊從伊斯蘭國手中奪取後。

### 第一階段
第一階段的攻勢是對拉卡市北面的農村地區發起。第一階段的攻勢總共收復了550平方公里，34個村落和31小村莊。

### 第二階段
第二階段的攻勢是由12月10日起開始。攻勢對拉卡省西北的農村地區發起，最終目標是攻下作為敘利亞最大型水壩的塔布卡水壩。

### 第三階段
2017年2月4日，敘民主力量宣佈發起第三階段攻勢，目標是佔領拉卡以東的鄉郊，及切斷拉卡與代尔祖尔省的伊斯蘭國部隊的聯繫，與此同時，在拉卡西面和北面的軍事行動仍將繼續。於2017年2月初，代爾祖爾－拉卡公路在美國領導的聯軍空襲之下已大幅損毀，敘民主力量的部隊也在其它地區巡邏，阻止伊斯蘭國增援拉卡。
2月9日，敘民主力量推進至距離拉卡不到11公里處。2月12日，敘民主力量試圖渡過拉卡東北方的拜利赫河，與伊斯蘭國分子展開激烈戰鬥。
2月18日，敘民主力量攻入位於拉卡東北數公里外的一所監獄，釋放了一些囚犯。
2月26日，據報敘民主力量在代尔祖尔省攻佔位於幼发拉底河北岸的Al-Kubar村。2月28日，據報聯軍空襲已完全炸毀由伊斯蘭國控制的塔布卡空軍基地。
3月6日，敘民主力量切斷拉卡通往代尔祖尔省的唯一一條主要公路。
至2017年3月中，敘民主力量已從伊斯蘭國手上解放了超過7,400平方公里的土地。

### 第四階段
2017年4月13日，敘民主力量宣佈開始第四階段攻勢。此一階段的目標包括攻佔拉卡市以北的所有地區，並加強對拉卡市的包圍。
4月15日，敘民主力量攻入塔布卡市。
到2017年5月，據報仍有約4,000名伊斯蘭國武裝分子留在拉卡，約30萬平民被困在當地，被武裝分子阻止離開。伊斯蘭國強迫拉卡市內的男性居民穿着與武裝分子相同的服裝，企圖讓攻城部隊難以區別平民與武裝分子。另外據報在拉卡的一些歐洲籍武裝分子已轉移至代尔祖尔，以保留實力在將來返回歐洲發動襲擊。
2017年5月10日，敘民主力量完全攻佔塔布卡，並攻佔附近的塔布卡水壩。

### 第五階段
2017年6月6日，敘民主力量向拉卡市發動總攻擊，陸續從伊斯蘭國手上攻佔部分城區。
與此同時，敘政府軍在馬斯卡納平原攻勢結束後，在敘民主力量控制區以南的拉卡省地區繼續進攻伊斯蘭國。